# Библиотека Святой Женевьевы
Библиотека Святой Женевьевы (фр. Bibliothèque Sainte-Geneviève) — одна из крупнейших публичных и универсальных библиотек Парижа. Расположена на холме Святой Женевьевы, неподалёку от Пантеона, в V административном округе столицы Франции.
Здание библиотеки построено в 1843—1851 годах в подражание архитектуре итальянского Возрождения (неоренессанс) по проекту Анри Лабруста на месте разрушенного в ходе Великой Французской революции аббатства Святой Женевьевы. Торжественное открытие состоялось в 1851 году.
Фонды библиотеки составляют более 2 млн единиц хранения, в том числе собрание книг аббатства Святой Женевьевы, содержащее средневековые рукописи. После закрытия аббатства книги распродавались оптом и в розницу (иногда по стоимости бумаги). В XIX веке были предприняты попытки восстановить библиотеку, выкупив отдельные книги, появившиеся на рынке. Позже реформы привели к основанию Королевской библиотеки Святой Женевьевы.
В числе директоров библиотеки был Жан-Батист Лешевалье, а библиотекарем работал Луи Лакор де ла Пижардьер.

## Фонды библиотеки
- Фонды библиотеки разделены на три департамента (отдела):

Общий фонд:
- больше 1 000 000 томов по всем дисциплинам;
- больше 15 000 наименований периодических изданий, из них — 3 320 подписных;
- больше 85 000 микроформ;
- многочисленные электронные ресурсы.

Отдел раритетов (La Réserve):
- 4 300 древних рукописей;
- 160 000 древних или редких изданий;
- 50 000 рисунков, эстампов, фотографий;

В «Сabinet des curiosités» выставлены произведения искусства из бывшего монастыря.
Скандинавская библиотека (La Bibliothèque nordique):
- 160 000 томов;
- 1 200 справочных изданий;
- 1 200 книжных серий и периодических изданий;
- 170 древних рукописей;
- 600 партитур;
- 350 дисков.

Библиотека открыта для читателей с понедельника по субботу с 10:00 до 22:00.